# Destiny's Child
Destiny's Child je bivši američki R&B ženski sastav, kojeg su sačinjavale Beyoncé Knowles, Kelly Rowland i Michelle Williams. Prodale su više od 50 milijuna primjeraka svojih CD-a i singlova što ih čini jednom od najuspješnijih ženskih grupa ikad.
Sastav Destiny's Child osnovan je 1990. godine u Houstonu (Teksas) kad je Beyoncé imala samo 9 godina. Originalnu postavu grupe činile su Beyoncé, Kelly Rowland, LaTavia Robertson i LeToya Luckett. No ubrzo su LeToya i LaTavia napustile grupu zbog neslaganja s njihovim menadžerom (ujedno i Beyonceinim ocem) Matthewom Knowlesom. Tako su se grupi pridružile dvije nove članice, Michelle i Farrah. Farrah je ubrzo napustila grupu zbog osobnih razloga.
Dana 6. rujna 2005. godine u Barceloni članice sastava objavile su da više neće nastupati zajedno i da svaka kreće u solo pothvate.
Destiny's Child izdale su četiri albuma, od kojih su posljednja dva bila najuspješnija.
Dobitnice su Grammyja.

## Diskografija

#### Albumi
| Godina | Album                    | Postava |
| ------ | ------------------------ | --- |
| 1998.  | Destiny's Child          | Beyoncé Knowles, Kelly Rowland, LaTavia Roberson & Letoya Luckett                                                                                 |
| 1999.  | The Writings On The Wall | Beyoncé Knowles, Kelly Rowland, LaTavia Roberson & Letoya Luckett                                                                                 |
| 2001.  | Survivor                 | Beyoncé Knowles, Kelly Rowland & Michelle Williams                                                                                                |
| 2001.  | 8 Days Of Christmas      | Beyoncé Knowles, Kelly Rowland & Michelle Williams                                                                                                |
| 2002.  | This Is The Remix        | Beyoncé Knowles, Kelly Rowland, Michelle Williams, LaTavia Roberson & Letoya Luckett                                                              |
| 2004.  | Destiny Fulfilled        | Beyoncé Knowles, Kelly Rowland & Michelle Williams                                                                                                |
| 2005.  | #1's                     | Beyoncé Knowles, Kelly Rowland, Michelle Williams, Letoya Luckett, & LaTavia Roberson (Farrah Franklin pojavljuje se na jednoj verziji DualDisca) |

#### EP-ovi
- 2001: Love: Destiny
- 2002: Singles Remixed

## Singlovi
| Godina | Naziv                                | Pozicija na Top listi | Pozicija na Top listi | Pozicija na Top listi  | Pozicija na Top listi | Pozicija na Top listi | Pozicija na Top listi                      | Pozicija na Top listi         | Pozicija na Top listi | Pozicija na Top listi                                   | Pozicija na Top listi | Album                                                                                            |
| Godina | Naziv                                | Billboard Hot 100 SAD | VB Singles Chart      | Canadian Singles Chart | Irish Singles Chart   | ARIA Charts Austrija  | Recording Industry Association Novi Zeland | Media Control Charts Njemačka | IFPI                  | Syndicat National de l'Edition Phonographique Francuska | United World Chart    | Album                                                                                            |
| ------ | ------------------------------------ | --------------------- | --------------------- | ---------------------- | --------------------- | --------------------- | ------------------------------------------ | ----------------------------- | --------------------- | ------------------------------------------------------- | --------------------- | ------------------------------------------------------------------------------------------------ |
| 1997.  | "No, No, No" (obradio Wyclef Jean)   | 1                     | 5                     | 7                      | -                     | 29                    | -                                          | 14                            | 13                    | 44                                                      | -                     | Destiny's Child                                                                                  |
| 1998.  | "With Me" (obradio Jermaine Dupri)   | -                     | 12                    | -                      | -                     | -                     | -                                          | -                             | -                     | -                                                       | -                     | Destiny's Child                                                                                  |
| 1998.  | "Get on the Bus" (obradio Timbaland) | -                     | 12                    | -                      | -                     | -                     | -                                          | 58                            | -                     | -                                                       | -                     | Why Do Fools Fall in Love filmska glazba / "The Writing's on the Wall (Internacionalno izdanje)" |
| 1999.  | "Bills, Bills, Bills"                | 1                     | 5                     | 5                      | -                     | 13                    | 6                                          | 10                            | 14                    | 10                                                      | 7                     | The Writing's on the Wall                                                                        |
| 1999.  | "Bug a Boo"                          | 11                    | 6                     | 20                     | -                     | 14                    | -                                          | 16                            | 30                    | 26                                                      | -                     | The Writing's on the Wall                                                                        |
| 2000   | "Say My Name"                        | 1                     | 1                     | 6                      | 1                     | 1                     | 1                                          | 1                             | 1                     | 1                                                       | 1                     | The Writing's on the Wall                                                                        |
| 2000   | "Jumpin' Jumpin'"                    | 1                     | 1                     | 1                      | 8                     | 1                     | 1                                          | 1                             | 1                     | 1                                                       | 1                     | The Writing's on the Wall                                                                        |
| 2000   | "Independent Women Part I"           | 1                     | 1                     | 1                      | 1                     | 1                     | 1                                          | 1                             | 1                     | 6                                                       | 1                     | Charlie's Angels filmska glazba/Survivor                                                         |
| 2001.  | "Survivor"                           | 1                     | 1                     | 1                      | 1                     | 1                     | 1                                          | 1                             | 8                     | 1                                                       | 1                     | Survivor                                                                                         |
| 2001.  | "Bootylicious"                       | 1                     | 2                     | 1                      | 2                     | 1                     | 1                                          | 8                             | 6                     | 3                                                       | 1                     | Survivor                                                                                         |
| 2001.  | "Emotion"                            | 7                     | 3                     | 10                     | -                     | 8                     | 2                                          | 15                            | 13                    | 50                                                      | 4                     | Survivor                                                                                         |
| 2002.  | "Nasty Girl"                         | -                     | -                     | -                      | -                     | 5                     | 23                                         | 13                            | 11                    | -                                                       | -                     | Survivor/This Is the Remix                                                                       |
| 2002.  | "8 Days Of Christmas"                | 102                   | 86                    | -                      | -                     | -                     | -                                          |                               | -                     | -                                                       | -                     | 8 Days Of Christmas                                                                              |
| 2004.  | "Lose My Breath"                     | 1                     | 1                     | 8                      | 1                     | 1                     | 1                                          | 1                             | 1                     | 4                                                       | 1                     | Destiny Fulfilled                                                                                |
| 2004.  | "Soldier" (obradio T.I. i Lil Wayne) | 1                     | 2                     | 16                     | 3                     | 1                     | 2                                          | 6                             | 5                     | 8                                                       |                       | Destiny Fulfilled                                                                                |
| 2005.  | "Girl"                               | 19                    | 3                     | -                      | 4                     | 3                     | 3                                          | 19                            | 10                    | -                                                       | 11                    | Destiny Fulfilled                                                                                |
| 2005.  | "Cater 2 U"                          | 10                    | -                     | -                      | -                     | 8                     | 4                                          | -                             | -                     | -                                                       | 16                    | Destiny Fulfilled                                                                                |
| 2005.  | "Stand Up for Love"                  | -                     | -                     | -                      | -                     | -                     | -                                          | -                             | -                     | -                                                       | -                     | #1's                                                                                             |

## Turneje
- 1997.:"SWV" Release Some Tension otvaranje programa
- 1998.:"Boyz 2 Men Tour" as opening act
- 1999.:"TLC: FanMail Tour" otvaranje programa
- 2000.:Britney Spears' Hawaii concert, as part of the Crazy2k Tour
- 2000.:Christina Aguilera’s Sears & Levis US Tour otvaranje programa
- 2000.:"European Tour"
- 2001.:"TRL Tour"
- 2002.:"World Tour"
- 2005.:"Destiny Fulfilled… and Lovin' It Tour" (sponzorirano od McDonald'sa)

## DVD
- 2001.: The Writing's on the Wall
- 2003.: Destiny's Child World Tour
- 2005.: Destiny’s Child: Destiny Fulfilled CD/DVD 2005 Tour Edition
- 2005.: #1’s
- 2006.: Destiny’s Child: Live in Atlanta

## Vanjske poveznice
- Službena stranica
- Službeni kanal na You Tubeu